# 後免西町停留場
後免西町停留場（ごめんにしまちていりゅうじょう）は、高知県南国市日吉町一丁目にあるとさでん交通後免線の路面電車停留場。

## 歴史
当停留場は1911年（明治44年）、とさでん交通の前身である土佐電気鉄道によって大津停留場（廃止、領石通停留場）から後免中町通停留場までの区間が開通したのに合わせて開業した。当時の停留場名は後免西町通停留場（ごめんにしまちどおりていりゅうじょう）である。停留場はその後1942年（昭和17年）にいったん休止されるものの、1968年（昭和43年）に復活。この復活に際して停留場は起点寄りに60メートル移設され、後免西町停留場に改称した。

### 年表
- 1911年（明治44年）1月27日：土佐電気鉄道の後免西町通停留場として開業[1][2]。
- 1942年（昭和17年）7月29日：休止[1][2]。
- 1968年（昭和43年）8月9日：移設の上再開[1]。後免西町停留場と改称[2]。
- 2014年（平成26年）10月1日：土佐電気鉄道が高知県交通・土佐電ドリームサービスと経営統合し、とさでん交通が発足[3]。とさでん交通の停留場となる。

## 停留場構造
後免西町停留場は後免線の専用軌道区間にあり、軌道は道路から独立している。ホームは2面あり、東西方向に伸びる2本の線路を挟んで向かい合わせに配される（相対式ホーム）。線路の北側にあるのが後免町方面行き、南にあるのがはりまや橋方面行きのホーム。

## 停留場周辺
南国市役所が近い。南にはサンシャインカルディア店が立地し、北には南国郵便局、その裏手に日吉神社が鎮座する。
後免線の軌道は当停留場から篠原停留場まで専用軌道となる。かつては後免町方面も専用軌道だったが、1933年（昭和8年）の県道改修工事に伴い約600メートルの区間にわたって併用軌道化され、路上に軌道が敷かれる。また、当停留場よりはりまや橋方面は国道195号と並走するが、後免町方面は国道と別れて県道上を走る。
- 四国旅客鉄道（JR四国）土讃線・後免駅
- 四国銀行南国支店
- セリア サンシャインカルディア店
- 南国市社会福祉センター
- 北村病院

## 路線バス
「後免西町」バス停留所があり、以下の路線が乗り入れる。
| 乗場    | 系統                                                 | 主要経由地                     | 行先         | 運行会社     | 備考 |
| ------- | ---------------------------------------------------- | ------------------------------ | ------------ | ------------ | ---- |
|         | L1                                                   | 後免町、夜須駅                 | 安芸駅       | とさでん交通 |      |
| ご2-ご7 | 後免町、田村                                         | 前浜車庫                       |              | とさでん交通 |      |
| ご3-ご5 | 後免町、里改田、中の丁通、前浜車庫                   | 久枝                           |              | とさでん交通 |      |
|         |                                                      | 後免町                         |              | とさでん交通 |      |
|         | K5                                                   | 後免駅前、山田駅               | 高知工科大学 | とさでん交通 |      |
| K6      | 後免駅前、山田駅、高知工科大学                       | 龍河洞                         |              | とさでん交通 |      |
| ご1     | 後免駅前、国分寺通                                   | 植田                           |              | とさでん交通 |      |
| ご2     | 後免駅前、元町                                       | JA高知病院                     |              | とさでん交通 |      |
|         | L1-C1                                                | 小篭通、JA高知病院、はりまや橋 | 県庁前       | とさでん交通 |      |
| L1-T1   | 小篭通、JA高知病院、はりまや橋                       | 桟橋車庫                       |              | とさでん交通 |      |
| ご3     | （小篭通、JA高知病院）、大津駅前                     | 医大病院                       |              | とさでん交通 |      |
| K6-C1   | 篠原南、（JA高知病院）、潮見台ターミナル、はりまや橋 | 県庁前                         |              | とさでん交通 |      |
| ご4     | 篠原南                                               | JA高知病院                     |              | とさでん交通 |      |

## 隣の停留場
とさでん交通
後免線
後免中町停留場 - 後免西町停留場 - 東工業前停留場